# Casa Cuffel
Casa Cuffel és una casa del municipi de l'Escala inclosa en l'Inventari del Patrimoni Arquitectònic de Catalunya.

## Descripció
Situada a l'oest del nucli urbà de la població de l'Escala, en un espai urbanitzat molt proper a l'accés nord al nucli antic de la vila i a les restes arqueològiques d'Empúries.
Edifici aïllat de planta rectangular envoltat de jardí, format per dues crugies adossades, una amb la coberta a dues vessants de teula i l'altra a un sol vessant. Està distribuït en una sola planta baixa. La façana principal presenta un portal rectangular cobert per un porxo. Al costat, un gran finestral rectangular i a l'altra banda, dues petites finestres quadrades, amb una reixa de ferro correguda. La façana posterior presenta un altre gran porxo i una altra finestra rectangular, de les mateixes mides que la de la façana principal. Al costat hi ha dues finestres més rectangulars.
Tota la construcció es troba arrebossada i pintada de color blanc.

## Història
Obra de l'arquitecte Josep Pratmarsó Parera (Barcelona el 1913-1985). Va obtenir el títol el 1942. En els inicis de la seva trajectòria professional va estar molt influenciat per R. Duran Reynals, amb qui treballà ja des de l'època d'estudiant. També va estar molt relacionat amb les avantguardes artístiques dels anys 30 i amb els corrents racionalistes en l'arquitectura.
De 1944 a 1962 exercí com Arquitecte Municipal de Terrassa propiciant la intervenció de membres del Grup R en obres de caràcter públic com ara escoles a aquella ciutat. Ell mateix fou un dels fundadors del Grup R que, als anys 50, recuperava l'esperit d'abans de la guerra concretat en el col·lectiu GATCPAC.
L'especialitat de Pratmarsó eren els habitatges unifamiliars que es construí a la Costa Brava, entre aquests cal recordar el Mas Vidal i Mas Garba a Vall-Llobrega, la Casa Cantarell a Sa Riera, Begur, la Casa Ortínez a Mont-Ras o la casa Enric a Begur.